# Памятник Александру II (Белый Ключ)
Памятник Александру II в селе Белый Ключ — монумент в честь императора Александра II, установленный в селе Белый Ключ Сурского района Ульяновской области.

## История
По инициативе волостного старшины Ефима Иванова Сомова и местного крестьянства, на их средства и их усилиями в селе, в 1887 г. был возведён постамент для памятника, а скульптура заказана петербургскому архитектору Роберту Марфельду. В 1888 году проект был утверждён императором Александром III. Установка монумента завершилась десять лет спустя (имя скульптора, работавшего над реализацией проекта, не установлено), на мраморный пьедестал была водружена отлитая из чугуна фигура. Памятник был открыт 18 августа 1898 года.
После Февральской революции 1917 года памятник был демонтирован, фигура императора вывезена и в дальнейшем не была обнаружена. Остатки постамента были разрушены на рубеже 1960-70-х гг. по распоряжению местного руководства, его фрагменты были закопаны в землю.

### Воссоздание
В 1999 году на государственную охрану был поставлен фундамент памятника.

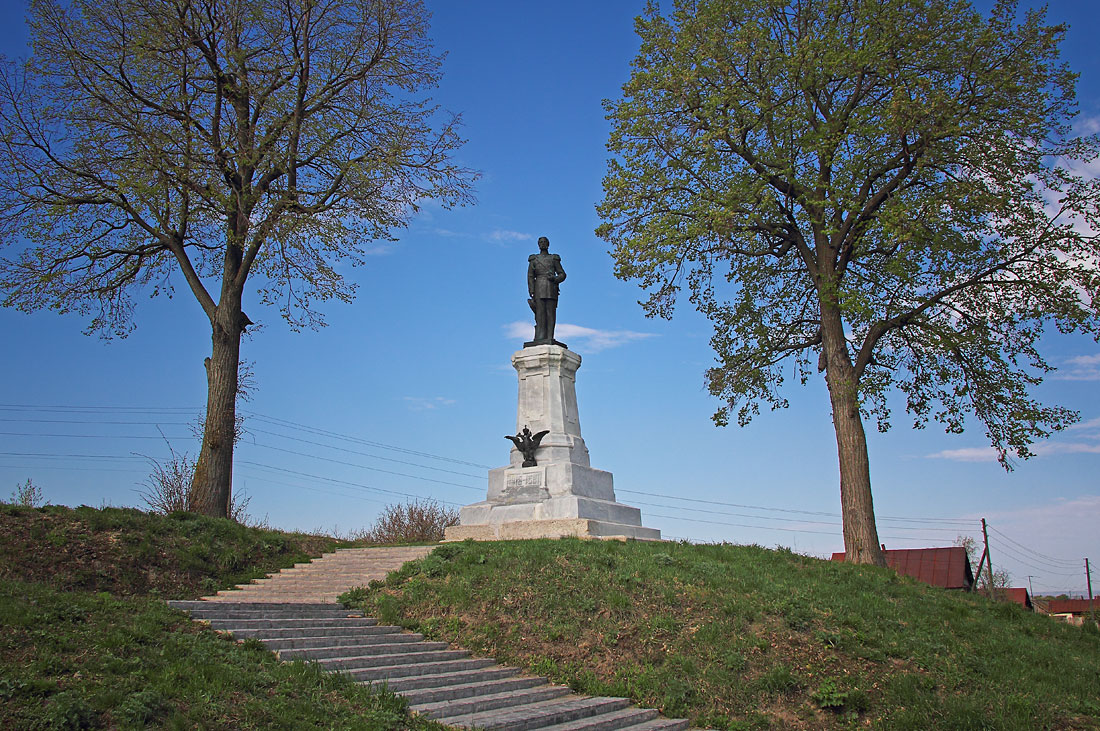
Воссозданный монумент

В 2010 году по инициативе Комитета по культурному наследию Ульяновской области, обнаружившего при инвентаризации объектов культурного наследия, что среди этих объектов числится давно не существующий постамент разрушенного памятника, был поставлен вопрос о восстановлении монумента. В результате тщательных поисков часть фрагментов прежнего постамента была извлечена из земли, а восстановление фигуры императора на основании сохранившегося проекта Марфельда было заказано мастерской московского скульптора Дениса Стритовича, работавшего над памятником безвозмездно. По словам Стритовича, из-за неполноты старой проектной документации работа представляла значительную сложность, а после её завершения была обнаружена фотография реализованного памятника XIX века, по которой видно, что первоначальный проект Марфельда не был точно реализован неизвестным скульптором — и, следовательно, получил своё полное воплощение только сейчас. Новый памятник, в отличие от прежнего, был отлит из бронзы.
19 февраля 2011 года, в канун 150-й годовщины отмены крепостного права в России, памятник в селе Белый Ключ был торжественно открыт повторно. В церемонии участвовали Губернатор — Председатель Правительства Ульяновской области С. И. Морозов и советник посольства Болгарии в России Ильян Цонев, монумент был освящён Благочинным 5-го округа Симбирской и Мелекесской Епархии архимандритом Адрианом.
С 2019 года «Памятник Царю-освободителю и благодетелю Александру II, 1888 г., 2011 г.» (в 60 м севернее от ул. Ленина, д. 60) — Объект культурного наследия — Распоряжение Правительства Ульяновской области от 19.08.2019 № 414-пр «О включении выявленных объектов культурного наследия в единый государственный реестр объектов культурного наследия (памятников истории и культуры) народов Российской Федерации» [Сводный список объектов культурного наследия Сурского района].

## Описание
Бронзовый монумент Александру II Освободителю. Его высота 2,2 метра (вместе с постаментом около шести метров). На постаменте выбита надпись: «Освободителю и благодетелю Александру II». У подножия монумента прикреплен российский герб — двуглавый орел. Памятник возведён на историческом месте — на пригорке, который в селе называют Церковная гора, между двумя большими деревьями — ровесниками первоначального монумента.